# (6492) 1991 OH1
(6492) 1991 OH1 là một tiểu hành tinh vành đai chính. Nó được phát hiện bởi Henri Debehogne ở Đài thiên văn La Silla ở Chile ngày 18 tháng 7 năm 1991.